# پیاده‌لار
پیاده‌لار (به ترکی آذربایجانی: Piyadalar) یک منطقهٔ مسکونی در جمهوری آذربایجان است که در شهرستان بردع واقع شده‌است. پیاده‌لار ۹۱۷ نفر جمعیت دارد.